# HMS Carlisle (D67)
HMS Carlisle (D67) là một tàu tuần dương hạng nhẹ thuộc lớp tàu tuần dương C của Hải quân Hoàng gia Anh Quốc, được chế tạo trong giai đoạn cuối Chiến tranh Thế giới thứ nhất, có tên được đặt theo thành phố Carlise của nước Anh. Carlisle đã có thành tích bắn rơi mười một máy bay của phe Trục trong Chiến tranh Thế giới thứ hai, là tàu chiến có thành tích phòng không tốt nhất của Hải quân Hoàng gia.

## Thiết kế và chế tạo
Carlisle là chiếc dẫn đầu của lớp phụ Carlise, vốn còn bao gồm HMS Cairo, HMS Calcutta, HMS Capetown và HMS Colombo, khác biệt so với các lớp phụ trước đó, khi được bổ sung một "mũi tàu đánh cá" nâng mũi tàu lên cao hơn để đi biển tốt hơn, cũng như không có các tháp chỉ huy hỏa lực.
Carlisle được đặt lườn tại xưởng đóng tàu Fairfield Shipbuilding and Engineering Company ở Clydebank vào ngày 2 tháng 10 năm 1917. Nó được hạ thủy vào ngày 9 tháng 7 năm 1918 và được đưa ra hoạt động cùng Hải quân Hoàng gia vào ngày 11 tháng 11 năm 1918. Nó được hoàn tất với một sàn chứa máy bay bên dưới cầu tàu, và được dự định để mang theo máy bay. Trong thực tế nó chưa bao giờ mang theo máy bay, và sàn chứa máy bay sau đó được tháo dỡ.

## Lịch sử hoạt động

### Giữa hai cuộc thế chiến
Carlisle được đưa vào hoạt động quá trễ để có thể tham gia Thế Chiến I, và vào năm 1919 nó gia nhập Hải đội Tuần dương nhẹ 5 tại Harwich; và đến tháng 3 nó cùng với đơn vị này được điều sang China Station. Nó được tái trang bị trong giai đoạn 1921-1929, và tiếp tục phục vụ tại Africa Station cùng Hải đội Tuần dương 6. Vào tháng 2 năm 1930, Carlisle vào ụ tàu Selborne tại Simonstown thuộc Nam Phi để đại tu trước khi trở thành một đơn vị của Hải đội Tuần dương 2 của Hạm đội Nhà Anh Quốc hoạt động tại Đại Tây Dương. Vào ngày 16 tháng 3 năm 1937, nó được thay phiên bởi tàu tuần dương HMS Neptune, và được cho quay về Anh để được đưa về lực lượng dự bị. Đến tháng 6 năm 1939, Carlisle bắt đầu được cải biến thành một tàu tuần dương phòng không, được trang bị 8 khẩu QF 102 mm (4 inch) Mark 16 và một khẩu đội 2 pounder Pom-Poms bốn nòng. Carlisle còn được trang bị hệ thống radar Kiểu 280 kết hợp cảnh báo trên không và điều khiển hỏa lực; nên nó trở thành tàu chiến Hải quân Hoàng gia đầu tiên được trang bị hệ thống radar kiểm soát hỏa lực phòng không. Công việc cải biến hoàn tất vào tháng 1 năm 1940.

### Giai đoạn mở màn Thế Chiến II
Sau đó nó trải qua một giai đoạn ngắn phục vụ cùng với Hạm đội Nhà, khi nó tham gia cuộc kháng cự của Đồng Minh đối với việc Đức xâm chiếm Na Uy. Nó được sử dụng vào nhiệm vụ hộ tống đoàn tàu chuyển binh lính, bao gồm Lữ đoàn Bộ binh 148 được đổ bộ lên Åndalsnes, đe dọa các vị trí của quân Đức tại Trondheim từ cả phía Bắc lẫn phía Nam (Chiến dịch Sickle). Sau đó chiếc tàu xà-lúp HMS Bittern bị nhầm với một tàu tuần dương và bị các máy bay ném bom Đức Junkers Ju 88 gây hư hại nặng, buộc Carlisle phải đánh đắm. Trong tháng 8, Carlisle phục vụ tại khu vực biển Đỏ và vịnh Aden, khi nó trợ giúp vào việc triệt thoái binh lính Anh, thường dân và những người bị thương khỏi Berbera tại Somaliland thuộc Anh đến Aden trước khi Berbera bị quân Ý xâm chiếm.

### Địa Trung Hải
Nó quay trở lại Hạm đội Viễn Đông vào tháng 8 năm 1940 sau khi được cải biến thành một tàu tuần dương phòng không. Giống như đa số các tàu chị em, nó được điều động về Địa Trung Hải, và đã rời Viễn Đông vào tháng 3 năm 1941. Nó hoạt động như một tàu phòng không thuộc Hải đội Tuần dương 15 trong nhiệm vụ hộ tống các đoàn tàu vận tải từ Alexandria đến Hy Lạp (Chiến dịch Lustre). Carlisle đã tham gia trận chiến mũi Matapan, cũng như là các trận Sirte thứ nhất và thứ hai. Nó cũng tham gia cuộc tấn công trong trận Crete vào năm 1941, và bị hư hại bởi một cuộc không kích vào ngày 22 tháng 5 trong khi tấn công một đoàn tàu vận tải đối phương. Một quả bom ném trúng trực tiếp đã làm thiệt mạng sĩ quan chỉ huy, Đại tá Hải quân Thomas Cloud Hampton. Tàu khu trục HMS Kingston đã tiến đến gần để giúp đỡ, trong khi Carlisle tiếp tục chiến đấu chống lại đối phương. Sau đó nó giúp vào việc cứu vớt những người sống sót trên chiếc SS Thistlegorm sau khi nó bị đánh chìm trong một cuộc không kích vào ngày 5 tháng 10 năm 1941. Đến tháng 12, chiếc tàu tuần dương quay trở lại nhiệm vụ hộ tống vận tải giữa Alexandria và Malta; nó được giao nhiệm vụ hỗ trợ cho tàu tiếp liệu phụ trợ HMS Breconshire được trưng dụng.

### Hư hại và được tái xếp lớp
Vào tháng 7 năm 1943, nó hộ tống cho lực lượng hỗ trợ trong cuộc đổ bộ lên Sicilia của lực lượng Đồng Minh. Trong tháng 9 và tháng 10, khi quân Đức phản công tại biển Aegea, Carlisle thực hiện một chuyến đi đến khu vực phía Nam Piraeus cùng với các tàu khu trục HMS Panther và HMS Rockwood để ngăn chặn các đoàn tàu vận tải Đức trong eo biển Scarpanto. Vào ngày 9 tháng 10 năm 1943, chúng bị các máy bay ném bom bổ nhào Đức Junkers Ju 87 thuộc Liên đội I. StG 3 từ căn cứ không quân Megara phát hiện. Cuộc tấn công tiếp theo đã đánh chìm HMS Panther lúc 12 giờ 05 phút, rồi sau đó làm hư hại nặng Carlisle. Nó được HMS Rockwood kéo về Alexandria; nhưng bởi được đánh giá những hư hỏng đã vượt quá mức có thể sửa chữa một cách kinh tế, nó được cải biến để phục vụ như một tàu căn cứ tại cảng Alexandria vào tháng 3 năm 1944. Sau chiến tranh nó được liệt kê như một lườn tàu vào năm 1948, và bị tháo dỡ vào năm 1949.
Biểu trưng của Carlisle từng được sơn trên vách của ụ tàu nổi Selborne tại Simonstown, Nam Phi, và vẫn được thấy cho đến ngày nay.